# Saison 2015 de l'équipe cycliste Baby-Dump
La saison 2015 de l'équipe cycliste Baby-Dump est la cinquième de l'équipe mais la première en tant qu'équipe continentale.

## Préparation de la saison 2015

### Arrivées et départs
| Arrivées             | Équipe 2014            |
| -------------------- | ---------------------- |
| Luuc Bugter          | Croford                |
| Twan Castelijns      | Koga                   |
| Roy Eefting          | Belkin-De Jonge Renner |
| René Hooghiemster    | Koga                   |
| Harry Sweering       | WV West-Frisia         |
| Tristan Timmermans   | Koga                   |
| Lars van de Vall     | WTC de Amstel          |
| Jan-Willem van Schip | Koga                   |

| Départs               | Équipe 2015 |
| --------------------- | ----------- |
| Marco Brienissen      |             |
| Milan Brons           |             |
| Marco Brus            |             |
| Luuk de Beer          |             |
| Pim de Beer           |             |
| Binne Pier de Haan    |             |
| Niek Hooghiemster     |             |
| Patrick van der Duin  | Jo Piels    |
| Teun van Poppel       |             |
| Malaya van Ruitenbeek |             |
| Robin Wennekes        |             |

## Coureurs et encadrement technique

### Effectif
Treize coureurs et un stagiaire constituent l'effectif 2015 de l'équipe.
| Cycliste             | Date de naissance | Nationalité | Équipe 2014            |  |
| -------------------- | ----------------- | ----------- | ---------------------- |  |
| Niek Boom            | 4 mai 1992        | Pays-Bas    | Baby-Dump              |  |
| Luuc Bugter          | 10 juillet 1993   | Pays-Bas    | Croford                |  |
| Twan Castelijns      | 23 janvier 1989   | Pays-Bas    | Koga                   |  |
| Bart Dielissen       | 24 avril 1994     | Pays-Bas    | Baby-Dump              |  |
| Roy Eefting          | 4 septembre 1989  | Pays-Bas    | Belkin-De Jonge Renner |  |
| René Hooghiemster    | 30 juillet 1986   | Pays-Bas    | Koga                   |  |
| Glenn Hool           | 29 novembre 1993  | Pays-Bas    | Baby-Dump              |  |
| Koos Jeroen Kers     | 11 octobre 1986   | Pays-Bas    | Baby-Dump              |  |
| Ian Richards         | 11 octobre 1993   | Australie   | Baby-Dump              |  |
| Harry Sweering       | 17 janvier 1990   | Pays-Bas    | WV West-Frisia         |  |
| Tristan Timmermans   | 1er août 1993     | Pays-Bas    | Koga                   |  |
| Lars van de Vall     | 22 décembre 1989  | Pays-Bas    | WTC de Amstel          |  |
| Jan-Willem van Schip | 20 août 1994      | Pays-Bas    | Koga                   |  |
| Stagiaire            | Date de naissance | Nationalité | Équipe 2015            |  |
| Martijn Dijkstra     | 18 juillet 1993   | Pays-Bas    | WV De IJsselstreek     |  |

## Bilan de la saison

### Victoires
| Date | Course | Pays | Classe | Vainqueur |
| ---- | ------ | ---- | ------ | --------- |